# Yūichirō Edamoto
Yūichirō Edamoto (japanisch 枝本 雄一郎 Edamoto Yūichirō; * 6. August 1988 in Fujisawa) ist ein japanischer Fußballspieler.

## Karriere
Edamoto erlernte das Fußballspielen in der Schulmannschaft der Shizuoka Gakuen High School und der Universitätsmannschaft der Kinki-Universität. Seinen ersten Vertrag unterschrieb er 2013 bei Thespakusatsu Gunma. Der Verein spielte in der zweithöchsten Liga des Landes, der J2 League. 2014 wechselte er zum Drittligisten Fujieda MYFC. Für den Verein absolvierte er 119 Ligaspiele. 2018 wechselte er zum Ligakonkurrenten FC Ryukyu. Für den Verein absolvierte er 31 Ligaspiele. 2019 wechselte er zum Zweitligisten Kagoshima United FC. Am Ende der Saison 2019 stieg der Verein in die J3 League ab.